# Vegesela in Numidia
Vegesela in Numidia (łac. Diocesis Vegeselitanus in Numidia) – stolica historycznej diecezji we Cesarstwie rzymskim w prowincji Numidia zlikwidowana w VII w. podczas ekspansji islamskiej, współcześnie w północnej Algierii. Obecnie katolickie biskupstwo tytularne. 

## Biskupi tytularni
| Lp. | Biskup                     | Funkcja                                     | Od                | Do                   |
| --- | -------------------------- | ------------------------------------------- | ----------------- | -------------------- |
| 1   | Idílio José Soares         | emerytowany biskup Santos (Brazylia)        | 21 listopada 1966 | 10 grudnia 1969      |
| 2   | Eduardo Larraín Córdovez   | emerytowany biskup Rancagua (Chile)         | 2 lutego 1970     | 20 października 1970 |
| 3   | Fernando Ramon Prego Casal | biskup pomocniczy Cienfuegos (Kuba)         | 13 listopada 1970 | 24 lipca 1971        |
| 4   | Moacyr Grechi              | biskup-prałat Acre e Purus (Brazylia)       | 20 lipca 1973     | 26 maja 1978         |
| 5   | Severo Aparicio Quispe     | biskup pomocniczy Cuzco (Peru)              | 11 grudnia 1978   | 6 maja 2013          |
| 6   | Juarez Delorto Secco       | biskup pomocniczy Rio de Janeiro (Brazylia) | 7 czerwca 2017    | 13 grudnia 2023      |
| 7   | Josaphat Bududu            | biskup pomocniczy Tabory (Tanzania)         | 26 lutego 2025    |                      |